# Mesocarpo

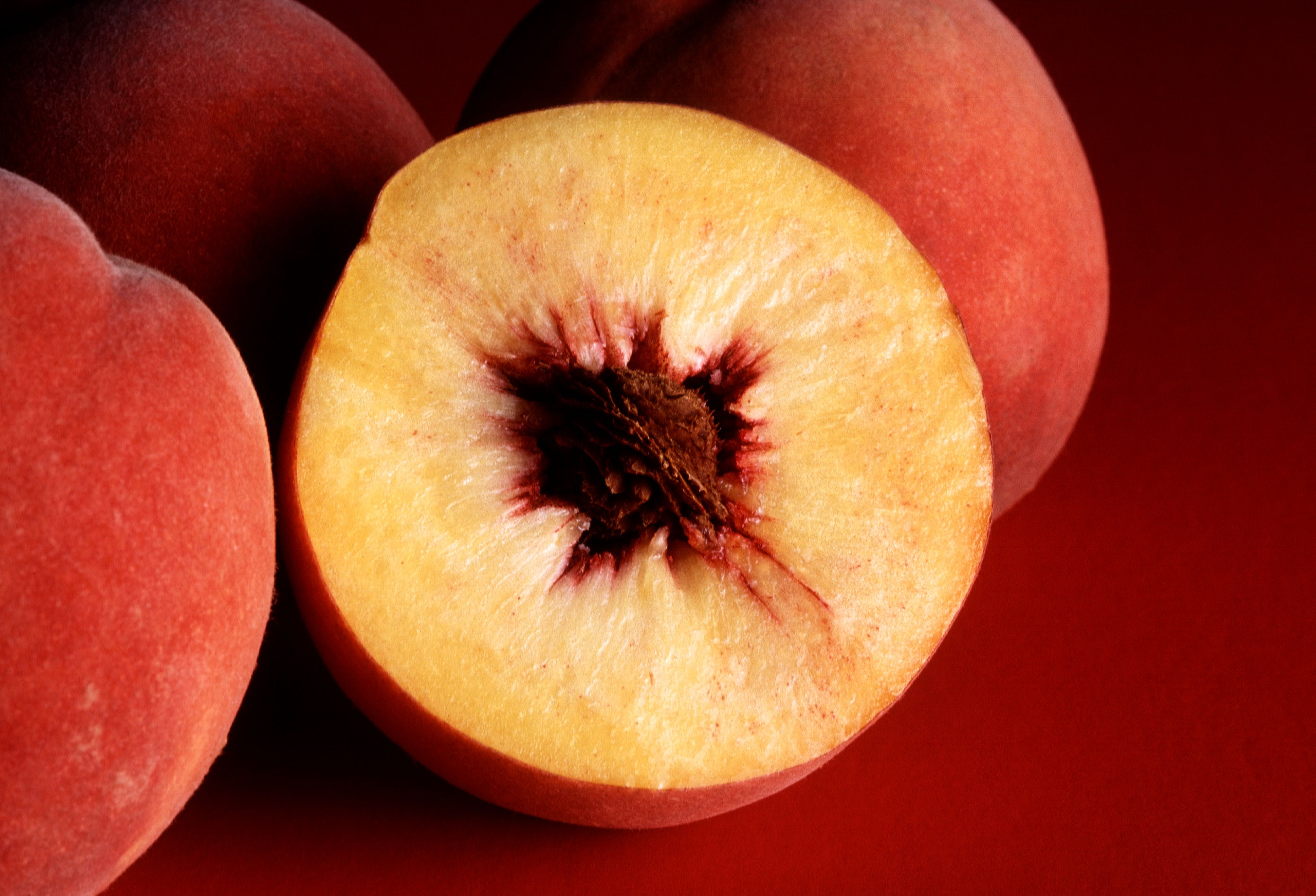
Il mesocarpo (o polpa) in una pesca

Il mesocarpo costituisce la parte intermedia del frutto comunemente chiamata polpa quando si tratta di frutti carnosi. Deriva dalla trasformazione del parenchima della parete dell'ovario. Il tessuto che lo compone è definito parenchimatico. Nelle drupe è detta sarcocarpo , negli esperidi si chiama invece più specificamente albedo.